# دالي ستيل
دالي ستيل (بالإنجليزية: Dale Steele)‏ هو مدير فني أمريكي، ولد في 17 أغسطس 1955 في يورك في الولايات المتحدة.